# 札内川十の沢北海道大学山岳部遭難事件

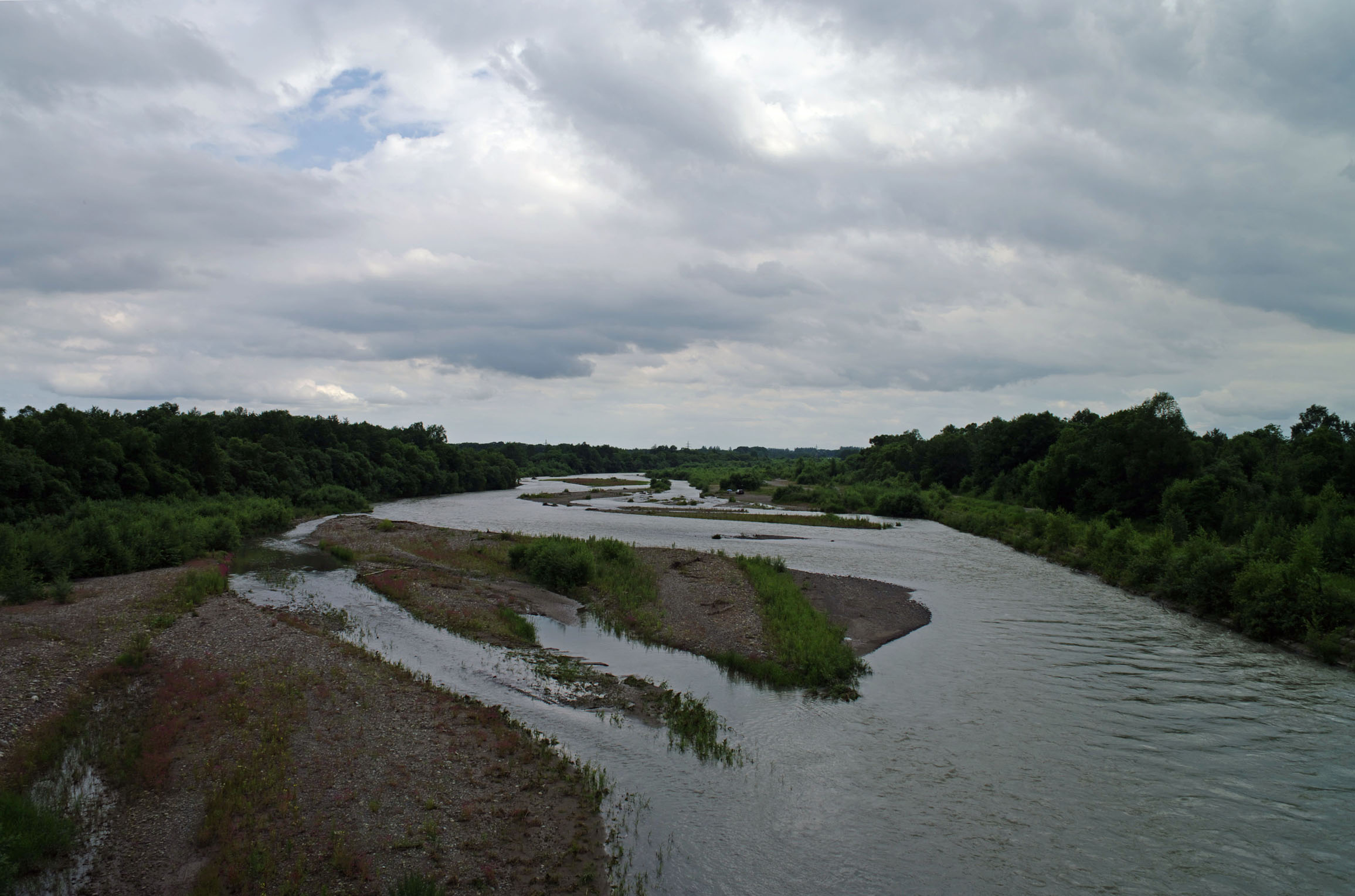
札内川

札内川十の沢北海道大学山岳部遭難事件（さつないがわじゅうのさわほっかいどうだいがくさんがくぶそうなんじけん）は、1965年（昭和40年）3月14日に北海道大学山岳部（沢田義一リーダー）6名が日高山脈札内川上流の十の沢付近で大規模な雪崩に遭い遭難した事件。参加パーティー6名全員が死亡した。

## 登山計画
1965年3月11日から24日までの14日間（行動9日、停滞5日）に渡る春山登山計画として立案された。北海道大学山岳部では登山計画についてよく検討したうえで登山本部に届出。万一事故が起きた場合でも北大内に留守本部を設置し、OB等がすぐ出動できる動態をとっていた。登山計画のコースは以下の通り。
北札内―札内川―十の沢左岸の尾根―国境稜線―カムイエクウチカウシ岳―神威岳（カムイ岳）―幌尻岳―トツタベツ川―八千代下山
パーティーのメンバーは以下の6名。
- 沢田義一 - リーダー。農学部4年
- 中川昭三 - アシスタントリーダー。文学部4年
- 橋本甲午 - 農学部4年
- 松井作頼 - 教養部1年
- 坂井文寛 - 教養部1年
- 田中康子 - 教養部2年

パーティーは3月11日に入山した。3月13日には札内川より十の沢左岸の尾根に到達したようである（遺品のカメラに記録されていた写真より推定）。現地は13日昼頃から無風大雪となり14日未明まで続いた。14日未明、露営中に大規模な雪崩に遭遇する。

## 捜索
予定日となっても沢田隊が下山しなかったことから、捜索隊が組織され、同時期に日高山脈に入っていた他のパーティーから事情聴取した。
北海道大学山スキー部のパーティーは、13日14時頃に沢田隊を目撃。十の沢の少し下河床から3m程の高さのテラス状に雪洞を掘っていた（これが最後の目撃となった）。東京都立大学のパーティーは、13日は猛吹雪で15日は快晴だったが、国境稜線には全く人影がなく沢田隊に遭遇はしていなかった。
一方で18日に十の沢付近を通過した帯広畜産大学のパーティは、発生してからある程度日が経っている大規模な雪崩の跡を十の沢で発見、雪洞等は見かけずテラスの有ることさえ気がつかなかった。沢田隊にも遭遇していない。
こうした情報・状況から、遭難対策本部は以下の推定を行い、沢田隊は十の沢の大雪崩に埋められて遭難したという可能性が極めて高いという結論に至った。
1. 沢田隊が札内川から国境稜線へ出て行動した可能性は非常に少ないこと。
2. 雪崩の発生は沢田隊が十の沢付近の雪洞で泊まった当夜、及び翌日の可能性が非常に高いこと。

第一次捜索は3月26日に出発し、4月1日に発見に至ることなく引き上げとなった。第二次捜索隊は5月14日より5月20日まで行われ、またしても手掛かりなく下山。ただし、北大山スキー部の証言よりデブリの下に沢田隊が設営した雪洞があることが確認された。このことによりデブリ底部からの遺体発見の可能性は極めて高くなった。

## 遺体発見
6月1日よりパトロールが行われ、6月13日13時10分ついに沢田義一の遺体を発見するに至った。遺体は直径2m深さ1mの雪洞状の穴に、右手を下にして斜めうつ伏せの状態であった。右のポケットより「処置・遺書」と書かれている地図を発見した。
地図の裏には2,000字を超える遺書が書いてあり（雪の遺書）、沢田リーダーは雪崩のデブリのなかで4日間生存していたことが明らかになった。6月16日テントが発見され、沢田リーダー以外の5名全員の遺体が発見された。

## 備考
- 北海道大学山岳部では1940年1月5日にも現場に近いペテガリ岳を登山中だった部員10名中9名が雪崩に巻き込まれて8名が死亡する事故が発生している[2]。